# Campionato asiatico e oceaniano femminile di pallavolo 1979
Il II campionato asiatico e oceaniano femminile di pallavolo si è svolto nel 1979 ad Hong Kong, in Cina. Al torneo hanno partecipato 7 squadre nazionali asiatiche ed oceaniane e la vittoria finale è andata per la prima volta alla Cina.

## Classifica finale
| Classifica | Squadre       |
| ---------- | ------------- |
|            | Cina          |
|            | Giappone      |
|            | Corea del Sud |
| 4          | Australia     |
| 5          | Indonesia     |
| 6          | Hong Kong     |
| 7          | India         |